# St. Johannes (Bochum)

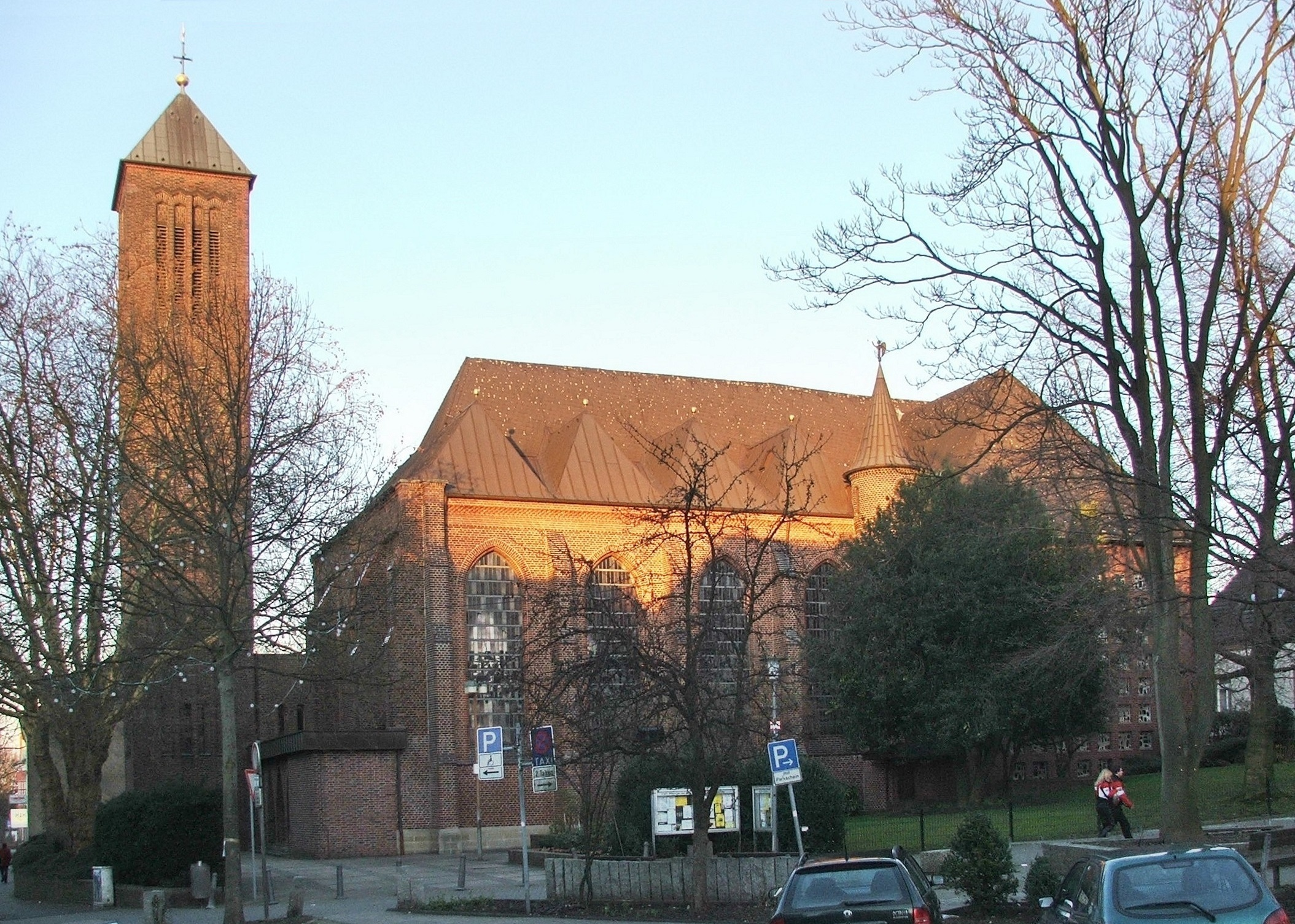
St.-Johannes-Kirche in Bochum-Wiemelhausen

Die St.-Johannes-Kirche ist eine römisch-katholische Kirche im Kirchviertel, Stadtteil Wiemelhausen von Bochum. Sie wurde 1886–87 nach Plänen von Hermann Wielers erbaut und am 15. September 1887 geweiht.

## Geschichte
Die intensive Wohnbebauung im Zuge der Industrialisierung ließ auch im Bochumer Süden den Wunsch nach neuen Kirchengebäuden wachsen. Die Planungen für die St.-Johannes-Kirche begannen Ende der 1860er Jahre mit dem Grundstückskauf und dem Bau eines Pfarrzentrums mit Schule. In der Kapelle wurde am 1. November 1868, Allerheiligen, die erste heilige Messe gefeiert.
Schon bald genügten die Räumlichkeiten nicht mehr, und mitten im bismarckschen Kulturkampf wurde der Bau der neuen repräsentativen Kirche vorangetrieben. Ein Jahr nach der Kirchweihe folgte im Oktober 1888 die Abtrennung der Gemeinde von der Propsteigemeinde und die Errichtung einer eigenständigen Pfarrei.
In den 1890er Jahren erlitt St. Johannes Bergschäden, um die es zu einem langwierigen Prozess kam.
1930–1931 wurde die Kirche um eine Vorhalle im Nordwesten und einen Chor im Südosten erweitert. Gleichzeitig erhielt sie jetzt den 30 m hohen Glockenturm.
St. Johannes gehörte zu den vier katholischen Kirchen im Stadtgebiet, die den Zweiten Weltkrieg ohne nennenswerte Schäden überstanden; lediglich die Bildfenster wurden zerstört.
1964 erhielt die Kirche eine neue Orgel. Ab 1969 wurde der Chor von 1930 zum Querhaus erweitert; ein neuer Chor wurde angefügt. Das Innere wurde im Sinn der liturgischen Erneuerung nach dem Zweiten Vatikanischen Konzil umgestaltet. Am 18. Dezember 1971 vollzog Bischof Franz Hengsbach die Neuweihe.
1975 und 1982 wurden eine gekrönte Muttergottes von 1630 und eine Statue des Pfarrpatrons Johannes des Täufers von 1750 für die Kirche erworben.

## Bau und Ausstattung
St. Johannes ist eine im Kern neugotische dreischiffige, kreuzrippengewölbte Hallenkirche mit Querhaus. Der schlanke quadratische Turm von 1930 zeigt Formen des Backsteinexpressionismus.
Die Kirchenfenster, der Kreuzweg und weitere Ausstattungsteile wurden von Joseph Albert Sögtrop (1926–1980) ab 1968 bis in die 1970er Jahre gestaltet.
Die vier Gussstahlglocken wurden 1901  vom Bochumer Verein gegossen und erklingen in ais°, cis′, dis′ und fis′. Die große Glocke liegt tonlich zu hoch und kann auch als h° gehört werden. Das Geläut wurde 2017 wegen starker Schäden stillgelegt.